# André Kraan

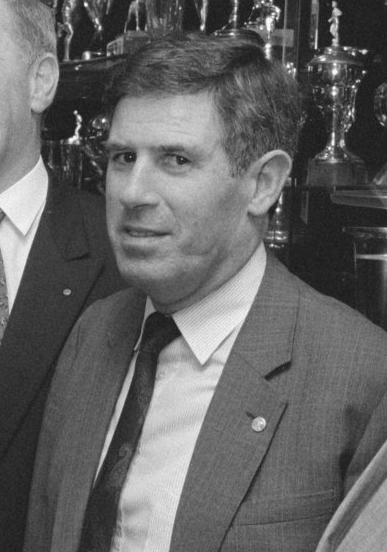
André Kraan

André Kraan (* 22. August 1927; † 23. November 2012) war ein niederländischer Fußball- und Baseballspieler sowie Sportfunktionär des AFC Ajax in Amsterdam.
Kraan spielte in der Mannschaft der Mercatorschule in Amsterdam West und stieß mit 13 Jahren zum AFC Ajax. Er spielte in diversen Jugendmannschaften des Vereins, unter anderem gemeinsam mit Rinus Michels und Cor van der Hart. Aufgrund seines Militärdienstes in Niederländisch-Indien konnte er jedoch nicht in die erste Mannschaft avancieren. Nach seiner Zeit als Soldat spielte er erneut für Ajax, jedoch in der zweiten Mannschaft; ein einziges Mal wurde er in den A-Kader berufen, kam aber nicht zum Einsatz. Neben seiner Leidenschaft für Fußball war er auch in der  Baseballmannschaft von Ajax aktiv und wurde mit ihr 1948 Niederländischer Meister.
Nach der aktiven Zeit als Spieler, die er 1958 beendete, war er ab 1961 in verschiedenen Funktionen für den Verein tätig, unter anderem in Folge als Verantwortlicher für die Profis und die Amateure in der Fußballabteilung. 1989 war er zeitweilig stellvertretender Vorsitzender des AFC Ajax. Der Verein ernannte ihn zum Ehrenmitglied; 2010 wurde er für 70-jährige Mitgliedschaft geehrt.
Kraan lebte nach eigener Aussage für den Verein: „Der Eine liebt Brieftauben, der Andere schöne Autos oder Frauen. Ich liebe Ajax; es ist meine Lust und mein Leben.“